# Аппьяно-сулла-Страда-дель-Вино
Аппья́но-су́лла-Стра́да-дель-Ви́но (итал. Appiano sulla Strada del Vino, ладинск. Eppan / Eppan sun la streda dl vin), также Э́ппан-ан-дер-Ва́йнштрассе (нем. Eppan an der Weinstraße) — коммуна в Италии, располагается в регионе Трентино — Альто-Адидже, в провинции Больцано.
Население составляет 13 491 человек (2008 г.), плотность населения составляет 226 чел./км². Занимает площадь 60 км². Почтовый индекс — 39057, 39050. Телефонный код — 0471.
Покровителем коммуны почитается архангел Михаил, празднование 29 сентября.

## Демография
Динамика населения: